# Она и её кот
«Она и её кот» (яп. 彼女と彼女の猫 Канодзё то канодзё но нэко) — пятиминутная OVA Макото Синкая, вышедшая в 1999 году и рассказывающая об одинокой девушке и живущем у неё коте. Расширенным ремейком является аниме-сериал из четырёх эпизодов с подзаголовком «Всё меняется» (англ. Everything Flows), вышедший в марте 2016 года в составе Ultra Super Anime Time. 
Автором манга-адаптации телесериала стал Цубаса Ямагути. О ней было объявлено в журнале Afternoon, и выпускалась она с февраля по май 2016 года.

## Сюжет
В четырёхсерийной версии части носят названия «Она и её квартира», «Она и её небо», «Она и её взгляд», «Она и наша история». Повествование ведётся от лица кота.
Пожилой домашний кот живёт у девушки, которая на протяжении многих лет снимала квартиру с подругой, однако теперь подруга собирается выходить замуж и съезжает с квартиры. Девушка расстроена, поскольку ей придётся больше платить за квартиру, её мама также недовольна. Кот вспоминает своё детство и свои первые годы в семье девочки, которая не сразу свыклась с котом и в какой-то момент чуть не отнесла его на улицу. Изо дня в день кот наблюдает сборы хозяйки на работу, её возвращение домой, следит за переменами в её настроении. Однажды ночью в квартире матери девушки раздаётся телефонный звонок. Мать давно не общалась с дочерью, но начинает беспокоиться и едет к ней. Однако оказывается, что всё в порядке, дочь дома. Мать и дочь примиряются и обещают друг другу вновь общаться. Девушка предполагает, что номер на телефоне мог набрать кот. На следующий день кот умирает.
Перед смертью, во сне, кот дает девушке одно последнее обещание — «Однажды мы снова встретимся». Через год девушка все еще переживает о смерти кота, но говорит в телефонном разговоре подруге, что он бы не хотел, чтобы она слишком долго по нему грустила. Подруга говорит, что пора уже отметить новую работу, на которую устроилась девушка. В сцене после титров, кот, чья душа, после долгих странствий, обрела новое тело вновь встречает свою хозяйку, потеряв воспоминания он узнает ее запах, девушка очевидно также узнает кота и забирает его с улицы домой. Пути девушки и кота вновь пересеклись и кот понял, что «Она мой дом, а я ее кот.» Новое тело кота белое, как и в оригинальной короткометражке, поэтому возможно считать данный проект одновременно как ремейком, так и приквелом.

## Актёры озвучивания

### Kanojo to Kanojo no Neko
- Тёби — Макото Синкай
- Мими — Мико Синохара
- Она — Мико Синохара

### Kanojo to Kanojo no Neko: Everything Flows
- Девушка — Кана Ханадзава
- Чёрный кот — Синтаро Асанума

## Релиз на DVD
Первоначально фильм выпускался на компакт-дисках, куда включался и саундтрек. В данный момент он перенесён с компакт-дисков на диски формата DVD в качестве бонуса как первая работа автора к последующей ленте Синкая — «Голосу далёкой звезды».

## Критика
«Она и её кот» — работа, которая и сделала Макото популярным. Компания CoMix Wave Films написала ему длинное письмо, в котором положительно отозвалась об аниме , благодаря чему режиссёр получил там работу.
В 2000 году Макото выиграл главный приз на конкурсе DoGA CG Animation Contest.
Крис Беверидж из Mania.com положительно отозвался об аниме, как и Энн Лауэнрот из ANN в 2017 году.